# Takahiro Yamaguchi
Takahiro Yamaguchi (født 8. maj 1984) er en japansk fodboldspiller.
Han har spillet for flere forskellige klubber i sin karriere, herunder Shonan Bellmare, V-Varen Nagasaki og Oita Trinita.